# HD 39051
HD 39051，又名BD+04 1052，SAO 113186、HR 2019，是一颗恒星，视星等为5.97，位于銀經201.83，銀緯-11.48，其B1900.0坐标为赤經5h 44m 55.4s，赤緯+4° -11.48′ 39″。